# Nipponosaurus sachalinensis
Nipponosaurus sachalinensis es la única especie conocida del género extinto Nipponosaurus ("lagarto de Japón") de dinosaurio ornitópodo hadrosáurido, que vivió a finales del período Cretácico, hace aproximadamente 85 a 80 millones de años entre el Santoniense y el Campaniense, en lo que hoy es Asia. Conocida solo por un solo espécimen juvenil descubierto en 1934 y nombrado en 1936 por Takumi Nagao, con más material del mismo individuo encontrado en 1937. Desde entonces, el taxón ha sido ignorado en gran medida, y su validez ha sido puesta en duda, con sinonimia con otros hadrosaurios asiáticos o siendo sugerido estatus como nomen dubium. Sin embargo, las redescripciones de 2004 y 2017 han respaldado el reconocimiento como una especie distinta. La datación del único espécimen ha sido difícil, pero con base en los taxones de moluscos asociados, la especie probablemente vivió en algún momento en el Santoniense superior o en el Campaniense inferior.

## Descripción

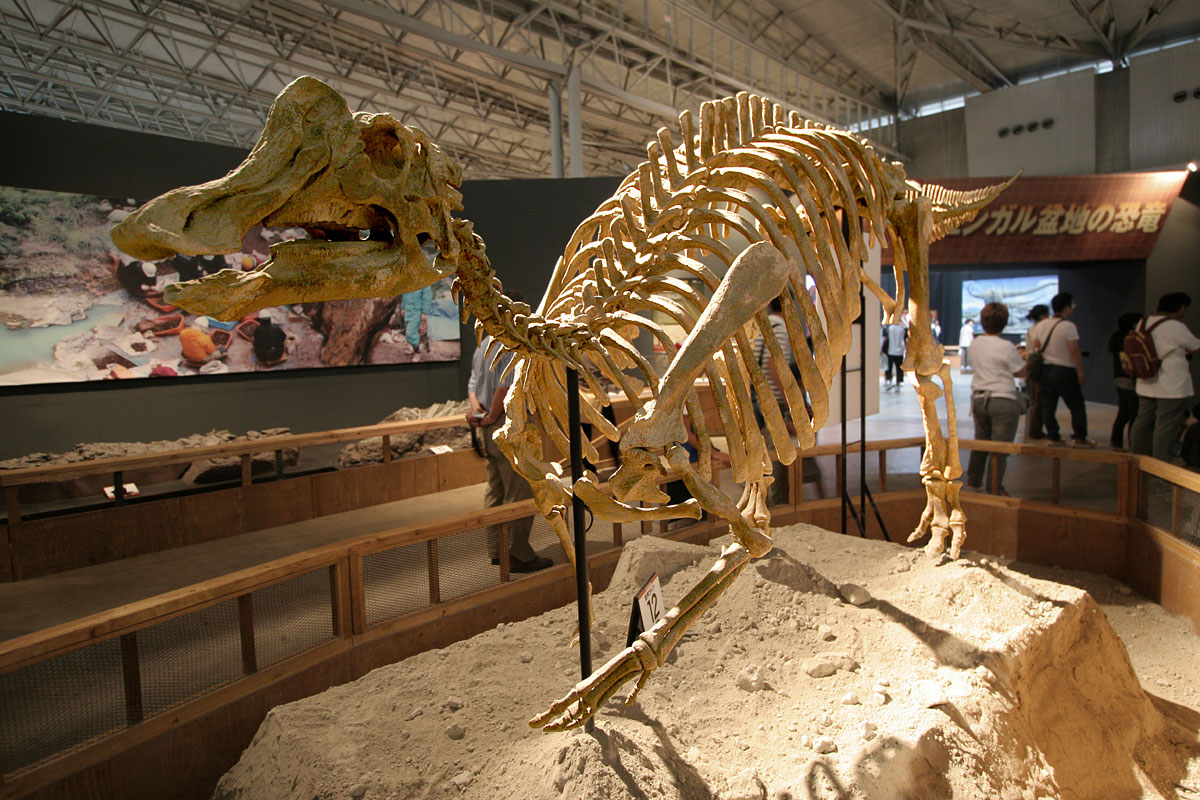
Esqueleto reconstruido.

El espécimen holotipo inmaduro mide aproximadamente 4 metros de longitud. Cuando se describió originalmente, se consideraba un adulto, debido a su vértebra sacra cosificada. Los futuros autores lo dudaron, simplemente citando su pequeño tamaño. En la redescripción de 2004, se examinó más de cerca y se encontraron varias características que lo identificaron como un individuo juvenil. Más tarde, en 2017, otro equipo volvió a evaluar el espécimen y determinó a través de la investigación de los fósiles a nivel microscópico que esto era correcto, aunque dudaron de la importancia de algunos de los personajes identificados en el primer estudio.
Aunque la calidad de la preservación ósea es generalmente pobre, se estima que el esqueleto holotipo está completo en un 60%. Consiste en un maxilar izquierdo y dentario , parietal , varios elementos del cráneo aislados, trece vértebras cervicales, seis vértebras dorsales, dos vértebras sacras, una serie de 35 vértebras caudales , una escápula izquierda, porciones inferiores de ambos húmero, la mayoría de los elementos de las extremidades anteriores inferiores, un isquion, el ilion izquierdo y la mayoría de las extremidades posteriores.

## Descubrimiento e investigación
El holotipo, UHR 6590, Registro de la Universidad de Hokkaidō, se descubrió en noviembre de 1934 durante la construcción de un hospital para la mina de Kawakami de la Compañía Minera Mitsui en la Prefectura de Karafuto, ahora Sinegorsk, Sajalín, Rusia. Estaba desarticulado cuando se descubrió. N. sachalensis fue nombrada y descrita en 1936 por el profesor Takumi Nagao de la Universidad Imperial de Hokkaido. El nombre genérico se refiere a Nippon, el nombre japonés de Japón, fue el primer dinosaurio nombrado con base en un hallazgo realizado en territorio japonés, aunque el sur de Sajalín fue anexado por la Unión Soviética en 1945. El nombre específico se refiere a Sajalín.
Aunque estaba relativamente completo en el momento del descubrimiento, al espécimen le faltaban gran parte del cráneo y las extremidades. Se organizó una segunda expedición en el verano de 1937, en la que se recuperó material de extremidades pertenecientes al holotipo. Al año siguiente, Nagao escribió un segundo artículo sobre la especie que describe estos restos adicionales.
Nipponosaurus fue descrito como un miembro de Trachodontidae. Sin embargo, Trachodon ahora se considera un nomen dubium no válido. La familia ahora se conoce como Hadrosauridae. Entre sus parientes, Nagao pensó que posiblemente era el más cercano a los taxones Cheneosaurus y Tetragonosaurus, incluso sugiriendo que su especie podría probar ser congenérica con uno de ellos. Sin embargo, posteriormente se determinó que eran formas juveniles de Hypacrosaurus, Corythosaurus y Lambeosaurus y no especies distintas.

### Nuevos estudios
Durante el resto del siglo XX, el taxón apenas se mencionó.  Aunque todavía se consideraba especie válida, se aceptó la relación con los supuestos "cheneosaurios" Cheneosaurus y Procheneosaurus, después de esto rara vez se le asignó más allá de las Lambeosaurinae. Un húmero de un pozo cerca de la isla Hashima, Japón, fue asignado a Nipponosaurus, referido en varias ocasiones como Trachodon, en 1967. Ningún estudio adicional ha reconocido el espécimen, y la referencia ha sido ignorada, con la especie aún considerada como representada. por un solo espécimen. En 1977, una revisión de la paleontología de dinosaurios asiáticos lo mencionó como un posible pariente cercano de Mandschurosaurus sin comentarios. Más tarde, en 1989, un estudio señaló que las características de sus metacarpianos podrían indicar una posición basal dentro de los Hadrosauridae. Cerca del cambio de siglo, en 1994, una revisión de los dinosaurios japoneses señaló que la naturaleza incompleta de muchos hadrosaurios asiáticos podría significar que algunos de ellos, incluido el Nipponosaurus, tal vez sean representantes de la misma especie.
Se han realizado investigaciones más extensas en el siglo XXI. En 2004, la especie fue redescrita, centrándose en su etapa de crecimiento. Llegaron a la conclusión de que era un taxón válido y que el holotipo era inmaduro. Más recientemente, un estudio de 2017 proporcionó descripciones adicionales de la muestra y realizó un examen microscópico en secciones del fémur izquierdo, una costilla y un galón aislado, que reafirmó la edad del holotipo.

## Descripción
Algunos autores han considerado a la especie como dudosa, cuestionando sus supuestas características de diagnóstico, especialmente a la luz de su presunto estado inmaduro. Por lo tanto, la validez del taxón ha sido controvertida. La redescripción de 2004 lo negó, proponiendo tres caracteres de diagnóstico. En su descripción de Sahaliyania y Wulagasaurus, Pascal Godefroity sus colegas informaron, basándose en la observación directa del espécimen tipo, que todos estos supuestos rasgos únicos se encontraron en otros hadrosáuridos. La falta de ciertas partes de la clave del cráneo para evaluar su posición sistemática también se citó como una razón para dudar de la validez del género, y la naturaleza problemática del cráneo se había observado antes. Más tarde, un estudio de 2017 volvió a cuestionar la validez de los caracteres de diagnóstico propuestos; sin embargo, tras un nuevo examen de la muestra, se presentaron tres nuevos.
Un análisis cladístico en 2004 colocó a Nipponosaurus sachalinensis muy cerca del conocido Hypacrosaurus altispinus de Norteamérica dentro de Lambeosaurinae. Sugirieron que podría ser congenérico con la especie, pero debido a la naturaleza incompleta del holotipo y la cuestionable monofilia del género Hypacrosaurus, se abstuvieron de reasignarlo. Sin embargo, más adelante en 2007, un estudio que proporcionó una redescripción de Lambeosaurus magnicristatus revaluó un personaje relacionado con el tamaño del pie isquial distal, y descubrió que esto alejó a Nipponosaurus de H. altispinus y en una posición más basal dentro de su Corythosaurini, ahora generalmente conocido como Lambeosaurini. Sin embargo, notaron que el único personaje que lo unía específicamente con este grupo, un mayor número de vértebras cervicales, era un estado poco conocido en las lambeosaurinídos asiáticos más basales, y advirtieron que su posición probablemente podría cambiar.
Más recientemente, otro análisis, que explica los caracteres que varían según la ontogenia, encontró que está estrechamente relacionado con los taxones europeos Arenysaurus y Blasisaurus, fuera de Lambeosaurini, a diferencia de los estudios anteriores. Su posición fuera del clado que contenía Parasaurolophini y Lambeosaurini fue apoyada por la ausencia de dos sinapomorfías del grupo en sus dientes. Cuatro personajes lo unieron con Arenysaurus y Blasisaurus, el margen final del proceso coronoide se superpone con la parte posterior de la batería dental, que se sugirió para reflejar quizás una diferencia en los hábitos alimenticios de otros taxones, una pendiente pendiente desdentada y dos caracteres del yugal.

### Filogenia

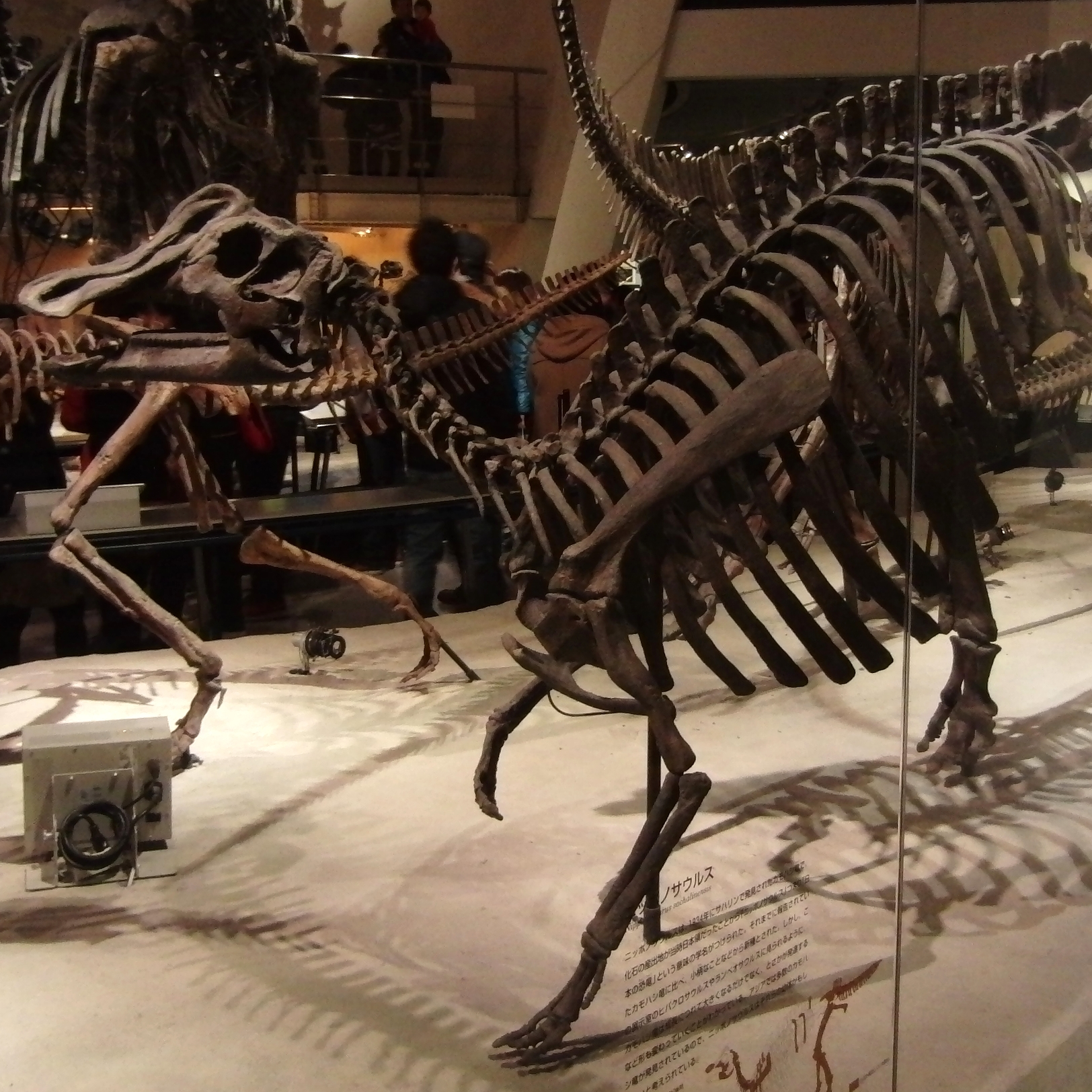
Esqueleto montado.

El siguiente cladograma se recuperó en el estudio de 2004.

|  | Hypacrosaurus? stebingeri                                                  |
|  |                                                                            |
|  | \| \| Nipponosaurus \| \| \| \| \| \| Hypacrosaurus altispinus \| \| \| \| |
|  |                                                                            |
|  | Nipponosaurus                                                              |
|  |                                                                            |
|  | Hypacrosaurus altispinus                                                   |
|  |                                                                            |

|  | Nipponosaurus            |
|  |                          |
|  | Hypacrosaurus altispinus |
|  |                          |

|  | Corythosaurus |
|  |               |
|  | Lambeosaurus  |
|  |               |

|  | Hypacrosaurus? stebingeri                                                  |
|  |                                                                            |
|  | \| \| Nipponosaurus \| \| \| \| \| \| Hypacrosaurus altispinus \| \| \| \| |
|  |                                                                            |
|  | Nipponosaurus                                                              |
|  |                                                                            |
|  | Hypacrosaurus altispinus                                                   |
|  |                                                                            |

|  | Nipponosaurus            |
|  |                          |
|  | Hypacrosaurus altispinus |
|  |                          |

|  | Corythosaurus |
|  |               |
|  | Lambeosaurus  |
|  |               |

|  | Hypacrosaurus? stebingeri                                                  |
|  |                                                                            |
|  | \| \| Nipponosaurus \| \| \| \| \| \| Hypacrosaurus altispinus \| \| \| \| |
|  |                                                                            |
|  | Nipponosaurus                                                              |
|  |                                                                            |
|  | Hypacrosaurus altispinus                                                   |
|  |                                                                            |

|  | Nipponosaurus            |
|  |                          |
|  | Hypacrosaurus altispinus |
|  |                          |

|  | Corythosaurus |
|  |               |
|  | Lambeosaurus  |
|  |               |

|  | Hypacrosaurus? stebingeri                                                  |
|  |                                                                            |
|  | \| \| Nipponosaurus \| \| \| \| \| \| Hypacrosaurus altispinus \| \| \| \| |
|  |                                                                            |
|  | Nipponosaurus                                                              |
|  |                                                                            |
|  | Hypacrosaurus altispinus                                                   |
|  |                                                                            |

|  | Nipponosaurus            |
|  |                          |
|  | Hypacrosaurus altispinus |
|  |                          |

|  | Corythosaurus |
|  |               |
|  | Lambeosaurus  |
|  |               |

El cladograma siguientese recuperó en el estudio de 2007.

|               | Olorotitan                                                                            |
|               |                                                                                       |
|               | Corythosaurus                                                                         |
|               |                                                                                       |
| Hypacrosaurus | \| \| Hypacrosaurus stebingeri \| \| \| \| \| \| Hypacrosaurus altispinus \| \| \| \| |
|               | \| \| Hypacrosaurus stebingeri \| \| \| \| \| \| Hypacrosaurus altispinus \| \| \| \| |
|               | Hypacrosaurus stebingeri                                                              |
|               |                                                                                       |
|               | Hypacrosaurus altispinus                                                              |
|               |                                                                                       |

|  | Hypacrosaurus stebingeri |
|  |                          |
|  | Hypacrosaurus altispinus |
|  |                          |

|               | Olorotitan                                                                            |
|               |                                                                                       |
|               | Corythosaurus                                                                         |
|               |                                                                                       |
| Hypacrosaurus | \| \| Hypacrosaurus stebingeri \| \| \| \| \| \| Hypacrosaurus altispinus \| \| \| \| |
|               | \| \| Hypacrosaurus stebingeri \| \| \| \| \| \| Hypacrosaurus altispinus \| \| \| \| |
|               | Hypacrosaurus stebingeri                                                              |
|               |                                                                                       |
|               | Hypacrosaurus altispinus                                                              |
|               |                                                                                       |

|  | Hypacrosaurus stebingeri |
|  |                          |
|  | Hypacrosaurus altispinus |
|  |                          |

|               | Olorotitan                                                                            |
|               |                                                                                       |
|               | Corythosaurus                                                                         |
|               |                                                                                       |
| Hypacrosaurus | \| \| Hypacrosaurus stebingeri \| \| \| \| \| \| Hypacrosaurus altispinus \| \| \| \| |
|               | \| \| Hypacrosaurus stebingeri \| \| \| \| \| \| Hypacrosaurus altispinus \| \| \| \| |
|               | Hypacrosaurus stebingeri                                                              |
|               |                                                                                       |
|               | Hypacrosaurus altispinus                                                              |
|               |                                                                                       |

|  | Hypacrosaurus stebingeri |
|  |                          |
|  | Hypacrosaurus altispinus |
|  |                          |

|               | Olorotitan                                                                            |
|               |                                                                                       |
|               | Corythosaurus                                                                         |
|               |                                                                                       |
| Hypacrosaurus | \| \| Hypacrosaurus stebingeri \| \| \| \| \| \| Hypacrosaurus altispinus \| \| \| \| |
|               | \| \| Hypacrosaurus stebingeri \| \| \| \| \| \| Hypacrosaurus altispinus \| \| \| \| |
|               | Hypacrosaurus stebingeri                                                              |
|               |                                                                                       |
|               | Hypacrosaurus altispinus                                                              |
|               |                                                                                       |

|  | Hypacrosaurus stebingeri |
|  |                          |
|  | Hypacrosaurus altispinus |
|  |                          |

|               | Olorotitan                                                                            |
|               |                                                                                       |
|               | Corythosaurus                                                                         |
|               |                                                                                       |
| Hypacrosaurus | \| \| Hypacrosaurus stebingeri \| \| \| \| \| \| Hypacrosaurus altispinus \| \| \| \| |
|               | \| \| Hypacrosaurus stebingeri \| \| \| \| \| \| Hypacrosaurus altispinus \| \| \| \| |
|               | Hypacrosaurus stebingeri                                                              |
|               |                                                                                       |
|               | Hypacrosaurus altispinus                                                              |
|               |                                                                                       |

|  | Hypacrosaurus stebingeri |
|  |                          |
|  | Hypacrosaurus altispinus |
|  |                          |

|               | Olorotitan                                                                            |
|               |                                                                                       |
|               | Corythosaurus                                                                         |
|               |                                                                                       |
| Hypacrosaurus | \| \| Hypacrosaurus stebingeri \| \| \| \| \| \| Hypacrosaurus altispinus \| \| \| \| |
|               | \| \| Hypacrosaurus stebingeri \| \| \| \| \| \| Hypacrosaurus altispinus \| \| \| \| |
|               | Hypacrosaurus stebingeri                                                              |
|               |                                                                                       |
|               | Hypacrosaurus altispinus                                                              |
|               |                                                                                       |

|  | Hypacrosaurus stebingeri |
|  |                          |
|  | Hypacrosaurus altispinus |
|  |                          |

|               | Olorotitan                                                                            |
|               |                                                                                       |
|               | Corythosaurus                                                                         |
|               |                                                                                       |
| Hypacrosaurus | \| \| Hypacrosaurus stebingeri \| \| \| \| \| \| Hypacrosaurus altispinus \| \| \| \| |
|               | \| \| Hypacrosaurus stebingeri \| \| \| \| \| \| Hypacrosaurus altispinus \| \| \| \| |
|               | Hypacrosaurus stebingeri                                                              |
|               |                                                                                       |
|               | Hypacrosaurus altispinus                                                              |
|               |                                                                                       |

|  | Hypacrosaurus stebingeri |
|  |                          |
|  | Hypacrosaurus altispinus |
|  |                          |

|               | Olorotitan                                                                            |
|               |                                                                                       |
|               | Corythosaurus                                                                         |
|               |                                                                                       |
| Hypacrosaurus | \| \| Hypacrosaurus stebingeri \| \| \| \| \| \| Hypacrosaurus altispinus \| \| \| \| |
|               | \| \| Hypacrosaurus stebingeri \| \| \| \| \| \| Hypacrosaurus altispinus \| \| \| \| |
|               | Hypacrosaurus stebingeri                                                              |
|               |                                                                                       |
|               | Hypacrosaurus altispinus                                                              |
|               |                                                                                       |

|  | Hypacrosaurus stebingeri |
|  |                          |
|  | Hypacrosaurus altispinus |
|  |                          |

El siguiente cladograma se recuperó del análisis de 2017.

|  | Tsintaosaurus |
|  |               |
|  | Pararhabdodon |
|  |               |

|  | Arenysaurus   |
|  |               |
|  | Blasisaurus   |
|  |               |
|  | Nipponosaurus |
|  |               |

|  | Parasaurolophini |
|  |                  |
|  | Lambeosaurini    |
|  |                  |

|  | Arenysaurus   |
|  |               |
|  | Blasisaurus   |
|  |               |
|  | Nipponosaurus |
|  |               |

|  | Parasaurolophini |
|  |                  |
|  | Lambeosaurini    |
|  |                  |

|  | Arenysaurus   |
|  |               |
|  | Blasisaurus   |
|  |               |
|  | Nipponosaurus |
|  |               |

|  | Parasaurolophini |
|  |                  |
|  | Lambeosaurini    |
|  |                  |

|  | Arenysaurus   |
|  |               |
|  | Blasisaurus   |
|  |               |
|  | Nipponosaurus |
|  |               |

|  | Parasaurolophini |
|  |                  |
|  | Lambeosaurini    |
|  |                  |

|  | Tsintaosaurus |
|  |               |
|  | Pararhabdodon |
|  |               |

|  | Arenysaurus   |
|  |               |
|  | Blasisaurus   |
|  |               |
|  | Nipponosaurus |
|  |               |

|  | Parasaurolophini |
|  |                  |
|  | Lambeosaurini    |
|  |                  |

|  | Arenysaurus   |
|  |               |
|  | Blasisaurus   |
|  |               |
|  | Nipponosaurus |
|  |               |

|  | Parasaurolophini |
|  |                  |
|  | Lambeosaurini    |
|  |                  |

|  | Arenysaurus   |
|  |               |
|  | Blasisaurus   |
|  |               |
|  | Nipponosaurus |
|  |               |

|  | Parasaurolophini |
|  |                  |
|  | Lambeosaurini    |
|  |                  |

|  | Arenysaurus   |
|  |               |
|  | Blasisaurus   |
|  |               |
|  | Nipponosaurus |
|  |               |

|  | Parasaurolophini |
|  |                  |
|  | Lambeosaurini    |
|  |                  |

|  | Tsintaosaurus |
|  |               |
|  | Pararhabdodon |
|  |               |

|  | Arenysaurus   |
|  |               |
|  | Blasisaurus   |
|  |               |
|  | Nipponosaurus |
|  |               |

|  | Parasaurolophini |
|  |                  |
|  | Lambeosaurini    |
|  |                  |

|  | Arenysaurus   |
|  |               |
|  | Blasisaurus   |
|  |               |
|  | Nipponosaurus |
|  |               |

|  | Parasaurolophini |
|  |                  |
|  | Lambeosaurini    |
|  |                  |

|  | Arenysaurus   |
|  |               |
|  | Blasisaurus   |
|  |               |
|  | Nipponosaurus |
|  |               |

|  | Parasaurolophini |
|  |                  |
|  | Lambeosaurini    |
|  |                  |

|  | Arenysaurus   |
|  |               |
|  | Blasisaurus   |
|  |               |
|  | Nipponosaurus |
|  |               |

|  | Parasaurolophini |
|  |                  |
|  | Lambeosaurini    |
|  |                  |

|  | Tsintaosaurus |
|  |               |
|  | Pararhabdodon |
|  |               |

|  | Arenysaurus   |
|  |               |
|  | Blasisaurus   |
|  |               |
|  | Nipponosaurus |
|  |               |

|  | Parasaurolophini |
|  |                  |
|  | Lambeosaurini    |
|  |                  |

|  | Arenysaurus   |
|  |               |
|  | Blasisaurus   |
|  |               |
|  | Nipponosaurus |
|  |               |

|  | Parasaurolophini |
|  |                  |
|  | Lambeosaurini    |
|  |                  |

|  | Arenysaurus   |
|  |               |
|  | Blasisaurus   |
|  |               |
|  | Nipponosaurus |
|  |               |

|  | Parasaurolophini |
|  |                  |
|  | Lambeosaurini    |
|  |                  |

|  | Arenysaurus   |
|  |               |
|  | Blasisaurus   |
|  |               |
|  | Nipponosaurus |
|  |               |

|  | Parasaurolophini |
|  |                  |
|  | Lambeosaurini    |
|  |                  |

|  | Tsintaosaurus |
|  |               |
|  | Pararhabdodon |
|  |               |

|  | Arenysaurus   |
|  |               |
|  | Blasisaurus   |
|  |               |
|  | Nipponosaurus |
|  |               |

|  | Parasaurolophini |
|  |                  |
|  | Lambeosaurini    |
|  |                  |

|  | Arenysaurus   |
|  |               |
|  | Blasisaurus   |
|  |               |
|  | Nipponosaurus |
|  |               |

|  | Parasaurolophini |
|  |                  |
|  | Lambeosaurini    |
|  |                  |

|  | Arenysaurus   |
|  |               |
|  | Blasisaurus   |
|  |               |
|  | Nipponosaurus |
|  |               |

|  | Parasaurolophini |
|  |                  |
|  | Lambeosaurini    |
|  |                  |

|  | Arenysaurus   |
|  |               |
|  | Blasisaurus   |
|  |               |
|  | Nipponosaurus |
|  |               |

|  | Parasaurolophini |
|  |                  |
|  | Lambeosaurini    |
|  |                  |

|  | Tsintaosaurus |
|  |               |
|  | Pararhabdodon |
|  |               |

|  | Arenysaurus   |
|  |               |
|  | Blasisaurus   |
|  |               |
|  | Nipponosaurus |
|  |               |

|  | Parasaurolophini |
|  |                  |
|  | Lambeosaurini    |
|  |                  |

|  | Arenysaurus   |
|  |               |
|  | Blasisaurus   |
|  |               |
|  | Nipponosaurus |
|  |               |

|  | Parasaurolophini |
|  |                  |
|  | Lambeosaurini    |
|  |                  |

|  | Arenysaurus   |
|  |               |
|  | Blasisaurus   |
|  |               |
|  | Nipponosaurus |
|  |               |

|  | Parasaurolophini |
|  |                  |
|  | Lambeosaurini    |
|  |                  |

|  | Arenysaurus   |
|  |               |
|  | Blasisaurus   |
|  |               |
|  | Nipponosaurus |
|  |               |

|  | Parasaurolophini |
|  |                  |
|  | Lambeosaurini    |
|  |                  |

|  | Tsintaosaurus |
|  |               |
|  | Pararhabdodon |
|  |               |

|  | Arenysaurus   |
|  |               |
|  | Blasisaurus   |
|  |               |
|  | Nipponosaurus |
|  |               |

|  | Parasaurolophini |
|  |                  |
|  | Lambeosaurini    |
|  |                  |

|  | Arenysaurus   |
|  |               |
|  | Blasisaurus   |
|  |               |
|  | Nipponosaurus |
|  |               |

|  | Parasaurolophini |
|  |                  |
|  | Lambeosaurini    |
|  |                  |

|  | Arenysaurus   |
|  |               |
|  | Blasisaurus   |
|  |               |
|  | Nipponosaurus |
|  |               |

|  | Parasaurolophini |
|  |                  |
|  | Lambeosaurini    |
|  |                  |

|  | Arenysaurus   |
|  |               |
|  | Blasisaurus   |
|  |               |
|  | Nipponosaurus |
|  |               |

|  | Parasaurolophini |
|  |                  |
|  | Lambeosaurini    |
|  |                  |

|  | Tsintaosaurus |
|  |               |
|  | Pararhabdodon |
|  |               |

|  | Arenysaurus   |
|  |               |
|  | Blasisaurus   |
|  |               |
|  | Nipponosaurus |
|  |               |

|  | Parasaurolophini |
|  |                  |
|  | Lambeosaurini    |
|  |                  |

|  | Arenysaurus   |
|  |               |
|  | Blasisaurus   |
|  |               |
|  | Nipponosaurus |
|  |               |

|  | Parasaurolophini |
|  |                  |
|  | Lambeosaurini    |
|  |                  |

|  | Arenysaurus   |
|  |               |
|  | Blasisaurus   |
|  |               |
|  | Nipponosaurus |
|  |               |

|  | Parasaurolophini |
|  |                  |
|  | Lambeosaurini    |
|  |                  |

|  | Arenysaurus   |
|  |               |
|  | Blasisaurus   |
|  |               |
|  | Nipponosaurus |
|  |               |

|  | Parasaurolophini |
|  |                  |
|  | Lambeosaurini    |
|  |                  |

|  | Tsintaosaurus |
|  |               |
|  | Pararhabdodon |
|  |               |

|  | Arenysaurus   |
|  |               |
|  | Blasisaurus   |
|  |               |
|  | Nipponosaurus |
|  |               |

|  | Parasaurolophini |
|  |                  |
|  | Lambeosaurini    |
|  |                  |

|  | Arenysaurus   |
|  |               |
|  | Blasisaurus   |
|  |               |
|  | Nipponosaurus |
|  |               |

|  | Parasaurolophini |
|  |                  |
|  | Lambeosaurini    |
|  |                  |

|  | Arenysaurus   |
|  |               |
|  | Blasisaurus   |
|  |               |
|  | Nipponosaurus |
|  |               |

|  | Parasaurolophini |
|  |                  |
|  | Lambeosaurini    |
|  |                  |

|  | Arenysaurus   |
|  |               |
|  | Blasisaurus   |
|  |               |
|  | Nipponosaurus |
|  |               |

|  | Parasaurolophini |
|  |                  |
|  | Lambeosaurini    |
|  |                  |

|  | Tsintaosaurus |
|  |               |
|  | Pararhabdodon |
|  |               |

|  | Arenysaurus   |
|  |               |
|  | Blasisaurus   |
|  |               |
|  | Nipponosaurus |
|  |               |

|  | Parasaurolophini |
|  |                  |
|  | Lambeosaurini    |
|  |                  |

|  | Arenysaurus   |
|  |               |
|  | Blasisaurus   |
|  |               |
|  | Nipponosaurus |
|  |               |

|  | Parasaurolophini |
|  |                  |
|  | Lambeosaurini    |
|  |                  |

|  | Arenysaurus   |
|  |               |
|  | Blasisaurus   |
|  |               |
|  | Nipponosaurus |
|  |               |

|  | Parasaurolophini |
|  |                  |
|  | Lambeosaurini    |
|  |                  |

|  | Arenysaurus   |
|  |               |
|  | Blasisaurus   |
|  |               |
|  | Nipponosaurus |
|  |               |

|  | Parasaurolophini |
|  |                  |
|  | Lambeosaurini    |
|  |                  |

|  | Tsintaosaurus |
|  |               |
|  | Pararhabdodon |
|  |               |

|  | Arenysaurus   |
|  |               |
|  | Blasisaurus   |
|  |               |
|  | Nipponosaurus |
|  |               |

|  | Parasaurolophini |
|  |                  |
|  | Lambeosaurini    |
|  |                  |

|  | Arenysaurus   |
|  |               |
|  | Blasisaurus   |
|  |               |
|  | Nipponosaurus |
|  |               |

|  | Parasaurolophini |
|  |                  |
|  | Lambeosaurini    |
|  |                  |

|  | Arenysaurus   |
|  |               |
|  | Blasisaurus   |
|  |               |
|  | Nipponosaurus |
|  |               |

|  | Parasaurolophini |
|  |                  |
|  | Lambeosaurini    |
|  |                  |

|  | Arenysaurus   |
|  |               |
|  | Blasisaurus   |
|  |               |
|  | Nipponosaurus |
|  |               |

|  | Parasaurolophini |
|  |                  |
|  | Lambeosaurini    |
|  |                  |

|  | Tsintaosaurus |
|  |               |
|  | Pararhabdodon |
|  |               |

|  | Arenysaurus   |
|  |               |
|  | Blasisaurus   |
|  |               |
|  | Nipponosaurus |
|  |               |

|  | Parasaurolophini |
|  |                  |
|  | Lambeosaurini    |
|  |                  |

|  | Arenysaurus   |
|  |               |
|  | Blasisaurus   |
|  |               |
|  | Nipponosaurus |
|  |               |

|  | Parasaurolophini |
|  |                  |
|  | Lambeosaurini    |
|  |                  |

|  | Arenysaurus   |
|  |               |
|  | Blasisaurus   |
|  |               |
|  | Nipponosaurus |
|  |               |

|  | Parasaurolophini |
|  |                  |
|  | Lambeosaurini    |
|  |                  |

|  | Arenysaurus   |
|  |               |
|  | Blasisaurus   |
|  |               |
|  | Nipponosaurus |
|  |               |

|  | Parasaurolophini |
|  |                  |
|  | Lambeosaurini    |
|  |                  |

|  | Tsintaosaurus |
|  |               |
|  | Pararhabdodon |
|  |               |

|  | Arenysaurus   |
|  |               |
|  | Blasisaurus   |
|  |               |
|  | Nipponosaurus |
|  |               |

|  | Parasaurolophini |
|  |                  |
|  | Lambeosaurini    |
|  |                  |

|  | Arenysaurus   |
|  |               |
|  | Blasisaurus   |
|  |               |
|  | Nipponosaurus |
|  |               |

|  | Parasaurolophini |
|  |                  |
|  | Lambeosaurini    |
|  |                  |

|  | Arenysaurus   |
|  |               |
|  | Blasisaurus   |
|  |               |
|  | Nipponosaurus |
|  |               |

|  | Parasaurolophini |
|  |                  |
|  | Lambeosaurini    |
|  |                  |

|  | Arenysaurus   |
|  |               |
|  | Blasisaurus   |
|  |               |
|  | Nipponosaurus |
|  |               |

|  | Parasaurolophini |
|  |                  |
|  | Lambeosaurini    |
|  |                  |

|  | Tsintaosaurus |
|  |               |
|  | Pararhabdodon |
|  |               |

|  | Arenysaurus   |
|  |               |
|  | Blasisaurus   |
|  |               |
|  | Nipponosaurus |
|  |               |

|  | Parasaurolophini |
|  |                  |
|  | Lambeosaurini    |
|  |                  |

|  | Arenysaurus   |
|  |               |
|  | Blasisaurus   |
|  |               |
|  | Nipponosaurus |
|  |               |

|  | Parasaurolophini |
|  |                  |
|  | Lambeosaurini    |
|  |                  |

|  | Arenysaurus   |
|  |               |
|  | Blasisaurus   |
|  |               |
|  | Nipponosaurus |
|  |               |

|  | Parasaurolophini |
|  |                  |
|  | Lambeosaurini    |
|  |                  |

|  | Arenysaurus   |
|  |               |
|  | Blasisaurus   |
|  |               |
|  | Nipponosaurus |
|  |               |

|  | Parasaurolophini |
|  |                  |
|  | Lambeosaurini    |
|  |                  |

|  | Tsintaosaurus |
|  |               |
|  | Pararhabdodon |
|  |               |

|  | Arenysaurus   |
|  |               |
|  | Blasisaurus   |
|  |               |
|  | Nipponosaurus |
|  |               |

|  | Parasaurolophini |
|  |                  |
|  | Lambeosaurini    |
|  |                  |

|  | Arenysaurus   |
|  |               |
|  | Blasisaurus   |
|  |               |
|  | Nipponosaurus |
|  |               |

|  | Parasaurolophini |
|  |                  |
|  | Lambeosaurini    |
|  |                  |

|  | Arenysaurus   |
|  |               |
|  | Blasisaurus   |
|  |               |
|  | Nipponosaurus |
|  |               |

|  | Parasaurolophini |
|  |                  |
|  | Lambeosaurini    |
|  |                  |

|  | Arenysaurus   |
|  |               |
|  | Blasisaurus   |
|  |               |
|  | Nipponosaurus |
|  |               |

|  | Parasaurolophini |
|  |                  |
|  | Lambeosaurini    |
|  |                  |

|  | Tsintaosaurus |
|  |               |
|  | Pararhabdodon |
|  |               |

|  | Arenysaurus   |
|  |               |
|  | Blasisaurus   |
|  |               |
|  | Nipponosaurus |
|  |               |

|  | Parasaurolophini |
|  |                  |
|  | Lambeosaurini    |
|  |                  |

|  | Arenysaurus   |
|  |               |
|  | Blasisaurus   |
|  |               |
|  | Nipponosaurus |
|  |               |

|  | Parasaurolophini |
|  |                  |
|  | Lambeosaurini    |
|  |                  |

|  | Arenysaurus   |
|  |               |
|  | Blasisaurus   |
|  |               |
|  | Nipponosaurus |
|  |               |

|  | Parasaurolophini |
|  |                  |
|  | Lambeosaurini    |
|  |                  |

|  | Arenysaurus   |
|  |               |
|  | Blasisaurus   |
|  |               |
|  | Nipponosaurus |
|  |               |

|  | Parasaurolophini |
|  |                  |
|  | Lambeosaurini    |
|  |                  |

## Paleoecología
El espécimen se recolectó del grupo Yezo superior, que se conocía como el lecho de amonites superiores en el momento de la descripción original. Debido a que el área donde se descubrió ya no pertenece a Japón, la investigación de seguimiento se ha vuelto difícil. Además, las notas de campo desde el momento del descubrimiento se han perdido. Esto ha hecho que determinar la edad del horizonte sea problemático. Sin embargo, Nagao observó que los moluscos fósiles ahora llamados Parapuzosia japonica y Sphenoceramus schmidti también se encontraron en la localidad, y se sabe que provienen del Campaniense inferior. Por lo tanto, es probable una edad desde el Santoniense superior al Campaniense inferior.
Según los sedimentos en los que se conservó, se cree que el espécimen de Nipponosaurus fue enterrado en un entorno marino. Sin embargo, esto no habría estado lejos de la costa, como lo indica la naturaleza relativamente completa del espécimen y la presencia de plantas terrestres fosilizadas que se encuentran a su lado. Esto indica que la especie pudo haber vivido principalmente en llanuras bajas cerca de la costa, un estilo de vida consistente con algunos de sus parientes norteamericanos.